# Философия медицины
Философия медицины — раздел философии науки, который занимается онтологическими, эпистемологическими и этическими вопросами в области медицины как особой сферы теоретической и практической деятельности человека. Философия медицины — система обобщающих суждений философского характера о предмете и методе медицины, месте медицины среди других наук и областей человеческой деятельности, её познавательной и социальной роли в современном обществе как целостной системы естественнонаучных и гуманитарных знаний. Одним из наиболее важных разделов философии медицины и биоэтики является медицинская этика, ставящая во главу угла вопросы взаимодействия врача и пациента.

## Предмет и метод медицины
Медицина как наука представляет собой «специфическое единство познавательных и ценностных форм отражения и преобразовательной деятельности». Она аккумулирует знания о здоровье и болезни, лечении и профилактике, норме и патологии, о влиянии на человека природных, социальных и духовных факторов. Медицина обладает всеми признаками специфической области знания. Помимо собственного предмета, она имеет и свои методы изучения, и сферу практического приложения, а именно: профилактику и лечение болезней, а также укрепление здоровья. «Через предмет исследования медицина связана с общественными дисциплинами. Такие отрасли медицины, как гигиена труда, питания, жилища и отдыха, тесно связны с рядом общественных дисциплин». Поскольку медицина изучает биологические процессы в организме человека, она близка к таким наукам как биофизика, биохимия, генетика, физиология, эмбриология, антропология, микробиология и др.
Со второй половины 19-го века медицина в своих теоретических установках рассматривалась как часть биологии, поэтому наиболее распространённые воззрения в сфере философских вопросов современной медицины исходят из принципов теоретической и методологической общности биологии и медицины. Однако основополагающие понятия медицины — здоровье, норма, болезнь, этиология, патогенез, нозологическая единица — хотя и пересекаются или стыкуются с целым рядом понятий биологии, по своему содержанию не сводятся к ним и не поглощаются ими. Несомненная взаимосвязь медицины с другими науками фактически определяется уже тем, что человек как объект медицины представляет собой высшее единство.

### Болезнь и здоровье
Современная медицина рассматривает болезнь как результат «диалектически противоречивого взаимодействия» организма и среды, внутренних особенностей организма и внешних воздействий среды. Внешние воздействия в большинстве случаев не в состоянии породить болезнь при отсутствии внутренних благоприятных условий — «предрасположенности» организма к болезни. В силу этого болезнь является следствием взаимодействия внутреннего субстрата организма с внешними этиологическими факторами. Однако некоторые внешние воздействия в больших дозах (радиация, интоксикация и т. д.) могут вызвать ту или иную болезнь и при отсутствии «предрасположенности» организма к болезни. Взаимоотношение внешнего и внутреннего в патологии является проблемой взаимодействия факторов окружающей среды с индивидуальным состоянием организма. «Всякая болезнь есть сложная совокупность патологических процессов, но не всякий патологический процесс уже есть болезнь». Патологический процесс представляет собой лишь часть болезни, это местное проявление болезни: локальные изменения в тканях и органах, которые в совокупности дают болезнь. Правильное понимание соотношения понятий «патологический процесс», «болезнь» и «здоровье» имеет большое значение не только для клинической, но и для социально-профилактической медицины.
Между состояниями здоровья и болезни часто наблюдаются многочисленные переходные и промежуточные стадии (врачи говорят: «уже не здоров, но ещё не болен»). Такое состояние называется субклиническим. Наличие переходных форм от физиологического к патологическому, как и от патологического к физиологическому, является «глубоко диалектическим процессом». При достижении порогового уровня одна противоположность переходит в другую. Этот переход может совершаться в скоротечной, разовой или затяжной форме. Использование таких понятий, как микро- и макроскачок помогает правильному пониманию взаимоотношений физиологического и патологического, болезни и здоровья. «Переход от нормального, физиологического состояния к болезненному, патологическому — это переход от одного качественного состояния к другому, или макроскачок. Но в рамках этого макроскачка может быть несколько небольших качественных превращений, или микроскачков».
В состав медицинской реальности входит не только болезнь, но и здоровье, таким образом, теоретическая медицина должна выступать именно как теория здоровья и болезни. Кроме того, «философское отношение к феномену здоровья, которое мы обнаруживаем уже в наиболее древних концепциях миропонимания», и рассмотрение этих философских концепций может дать современным исследователям пример встроенности концепции здоровья в предмет философии в целом.
И. В. Давыдовский писал: «Человек не замечает своего здоровья, пока оно не будет нарушено; тогда он интересуется причиной этого нарушения, оставаясь по-прежнему в неведении, что такое здоровье. Очевидно лишь, что последнее не сводимо к отсутствию болезни».
Здоровье — это способность организма адаптироваться, приспосабливаться
к изменениям в природе или обществе, а также умение личности сохранять при этом нормальное самочувствие, настрой на саморазвитие, самосовершенствование. Здоровье человека определяется гармоничным состоянием его жизни, обусловленным совокупным действием как биологических, так и социальных детерминант, и помимо своего объективного, или материального, содержания, имеет ещё и оценочно-гносеологический и нормативно-установочный компонент. «Это — комплексное, качественное состояние организма и личности человека. Оно неделимо, единично, синтетично и личностно». Наряду с телесным и душевным здоровьем важно иметь в виду духовное здоровье (по смыслу близкое к нравственному здоровью), которое олицетворяет собой «полнокровную, наполненную идеалами гуманизма и взаимопомощи, пронизанную социально-оптимистическими устремлениями жизнь человека».

### Принцип целостности
Одним из важнейших принципов, составляющих теоретический фундамент медицины, является принцип целостности. Только с учётом этого принципа можно понять всю сложность и своеобразие взаимодействия физических, химических и биологических процессов, происходящих в условиях как нормального, так и патологического функционирования организма человека на биомолекулярном, клеточном, тканевом, органном, системном и организменном уровнях. Без учёта этого принципа нельзя понять сложной взаимосвязи и взаимообусловленности местного и общего, локального и генерализованного в возникновении и развитии болезней.
В философии медицины дебаты вокруг положений редукционизма и холизма приводят, например, к вопросу о возможности «редуцировать болезнь до составляющих её компонентов». В широком смысле, редукционизм — это философский принцип, согласно которому сложные объекты могут быть полностью описаны с помощью характеристик, описывающих их составные части. Другими словами, свойства целого — это просто сумма свойств составляющих его частей. Такой редукционизм, в отличие от эпистемологического редукционизма, часто называют метафизическим, или онтологическим, редукционизмом. Эпистемологический же редукционизм обращается к исследованию сложных объектов и явлений и связанных с ними факторов с использованием методики, которая изолирует отдельные компоненты для последующего их анализа. Эпистемологический редукционизм объясняет сложные объекты и явления и связанные с ними факторы лишь в терминах составляющих их отдельных компонентов. Холизм — философский принцип, исходящий из качественного своеобразия и приоритета целого по отношению к его частям и провозглашающий, что свойства целого не сводимы к свойствам его компонентов. В онтологии холизм опирается на принцип: целое всегда есть нечто большее, чем простая сумма его частей. Соответственно его гносеологический принцип гласит: познание целого должно предшествовать познанию его частей. Развитие медико-биологических наук и клинической практики всё больше показывает ведущую роль общего, целостного состояния организма.

### Медицинская диагностика
В соответствии с основными положениями теории познания, медицинскую диагностику следует рассматривать как специфическую форму познания, в которой в то же время проявляются его общие закономерности.
В общетеоретическом плане можно рассматривать диагностику как «сугубо узнавательно-распознавательный», алгоритмический (совершающийся по заранее известным правилам) процесс. При этом диагностика представляется как поиск в рамках известного, уже готового, сформировавшегося и, как правило, общепризнанного и уже используемого врачами клинического знания. Сторонники такого подхода, по существу, понимают диагностику в точном соответствии с буквальным смыслом термина: диагностирование есть распознавание. Распознавание сводится к узнаванию уже известного, не содержащего никаких новых знаний об объекте. Однако при постановке диагноза врач, опираясь на известное, в то же время познаёт и неизвестное, специфически связанное с конкретным пациентом. Любая болезнь представляет собой сложное и противоречивое единство общего, повторяющегося и специфического, неповторимого, а также известного и неизвестного. «Диагноз можно рассматривать как подведение единичного под общее путём распознавания этого общего в отдельном». А. М. Анохин писал:

«В медицине клиницист на каждом шагу встречается с такой проблемой, как внешние проявления болезни, жалобы больного и имеющиеся данные объективного обследования, правильная интерпретация которых — один из аспектов понимания явления и сущности. Объективная симптоматика не всегда укладывается в субъективное представление врача о болезни, отдельные симптомы кажутся случайными, нетипичными. Также не всегда обнаруживается тождество между данными различных методов инструментального обследования. Всё это требует от врача не только умения выделять из многообразия имеющихся данных главное, наиболее существенное в симптоматике, но и способности учитывать единичное, случайное в клинической картине заболевания».

## Медицинская этика

### Моральный кодекс врача
Современная медицина опирается на философско-моральные учения Гиппократа, Галена, Цицерона, Канта о нравственном долге и прочно слилась с требованием бескорыстного служения людям. Такие философско-нравственные требования получили обоснования в деонтологии как теоретической основе профессиональной врачебной этики.
В 1979 году американские философы Т. Боучамп и Д. Чилдрес в книге «Principles of Biomedical Ethics» сформулировали четыре постулата современной медицинской этики. Предложенная ими схема получила в настоящее время наибольшее признание. Кроме четырёх принципов схема содержит ряд основанных на них правил. Правила, в свою очередь, служат для морального обоснования решений и действий в конкретных ситуациях. Вкратце принципы таковы:
1. «Не навреди».
2. «Делай благо».
3. «Уважай автономию пациента».
4. «Будь справедливым».[3]

Первый принцип, восходящий к Гиппократу и являющийся старейшим в медицинской этике, широко известен в своей латинской формулировке: «primum non nocere». Он требует минимизации ущерба, наносимого пациенту при медицинском вмешательстве.
Второй принцип подчёркивает обязанность врача прилагать действенные усилия для улучшения состояния пациента.
Третий принцип провозглашает автономию (независимость) пациента. Уважение автономии пациента означает, что его выбор, как бы он ни расходился с позицией врача, должен определять действия последнего. Одним из источников этого принципа является категорический императив Канта, согласно которому человек всегда должен рассматриваться как цель, а не как средство. Важную роль этот принцип играет в ситуации, когда речь идёт о тяжёлом и, в особенности, о неизлечимом заболевании.
Последний принцип подчёркивает необходимость при оказании медицинской помощи как справедливого и равного отношения к пациентам, так и справедливого распределения ресурсов, которые, как правило, ограниченны. В конкретных случаях требования, вытекающие из этих принципов, могут вступать в противоречие друг с другом. Например, принцип уважения требует достоверного информирования пациента о диагнозе и прогнозе заболевания, даже если этот прогноз крайне неблагоприятен. Но сообщение пациенту такой информации может вызвать тяжелейший стресс, усугубляющий болезнь, что будет нарушением принципа «не навреди». В таких случаях приходится идти на нарушение одного из принципов, то есть они — не абсолютны, от них приходится отступать в конкретных ситуациях.

### Отношения врач-пациент
Традиционно основной моделью отношений врач-пациент был патернализм, выраженный афоризмом: «доктору лучше знать». «Патерналистская модель» характеризуется тем, что здесь отношение врача к пациенту напоминает отеческое отношение родителя к ребёнку или же священника к прихожанину. Во многих случаях она остается наиболее уместной и ожидаемой со стороны пациента. Однако недостатком такой модели отношений является то, что она ущемляет права пациента как автономной личности, стремящейся самостоятельно и свободно принимать жизненно важные решения.
Современный пациент нередко обладает высоким уровнем культуры и достаточно информирован не только в вопросах науки или техники, но и в медицине. Он может критически оценить и адекватно понять некоторые особенности медицинского обслуживания и выступать в качестве заинтересованного и полезного партнёра при обсуждении ряда вопросов обследования, лечения и профилактики. В данном случае уместна «коллегиальная модель» отношений между врачом и пациентом, предоставляющая большие возможности для реализации ценностей свободной личности. В рамках этой модели больной предстаёт как равноправная сторона в своём взаимодействии с врачом. Для того чтобы играть эту роль, пациент должен получать от врача достаточное количество «правдивой информации» о состоянии своего здоровья, вариантах лечения и прогнозе развития заболевания. Несмотря на все достоинства такой модели, её применение ограниченно. Но она может найти применение в случаях длительно протекающих хронических заболеваний, когда «компетентность» пациента в соответствующей сфере медицинских знаний вполне может приблизиться к объёму профессиональных знаний врача.
«Контрактная модель» взаимоотношений между врачом и пациентом наиболее совершенна в плане защиты моральных ценностей автономной личности. В рамках этой модели получают приоритет принципы сохранения свободы, достоинства, правдивости, верности принятым обязательствам и справедливости. Врач здесь рассматривается как поставщик медицинских услуг, а пациент — как потребитель этих услуг.
Наиболее ущербна в моральном плане «научная модель». В этой модели определяющее значение приобретает решение «научной» проблемы: при помощи медицинского оборудования и приборов, обслуживаемых соответствующими специалистами, провести диагностику и устранить болезнь как «сбой» или «поломку» в организме пациента, рассматриваемом как некий «безличностный механизм». Здесь пациент для врача является лишь объектом, описываемым установленным набором параметров, и поэтому отношение к нему лишено каких-либо эмоций, в свою очередь, роль пациента — абсолютно пассивна. Распространённость такой модели стимулируется развитием технического аспекта медицины и возрастающей специализацией медицинского обслуживания. В какой-то мере её существование становится сегодня неизбежным, так как во многих случаях пациент имеет дело не с одним лишь лечащим врачом, но с целым коллективом медицинских работников, большая часть которых выполняет достаточно узкие технические функции.

## Альтернативная медицина
Сфера интересов философии медицины распространяется также на нетрадиционную медицину как область практической деятельности, не связанную с медицинской наукой, но имеющую отношение к здоровью человека. Отношение профессиональных врачей и философов к альтернативной медицине, как правило, негативное. Однако был отмечен парадоксальный факт: если больной вместо обращения к врачу-профессионалу предпочитает получить консультацию у знакомой медсестры, фармацевта или физиотерапевта, и таким путём справиться со своим недугом, то эти люди, казалось бы, имеющие отношение к медицине официальной, фактически выступают в роли «целителей».
Высказывалась точка зрения, что одной из главных причин сохранения знахарства и других форм «ненаучного врачевания» является мировоззренческая незрелость части населения, сохранение религиозных предрассудков и суеверий. К разного рода знахарям и «чудодеям» чаще всего обращаются верующие и суеверные люди: «целительное» кредо религии во многом осталось неизменным и в наше время. Основной резон избегать услуг «доморощенных лекарей» заключается в том, что в настоящее время появилась возможность ранней диагностики многих болезней и
разработаны эффективные методы их лечения.
Сугубо биологический взгляд на человека и болезнь обусловливает и соответствующий подход к методам лечения. Предполагается, что «поломки в биологической системе» можно устранить исключительно материализованным образом — лекарственным, хирургическим и т. п. Используя лекарства, некоторые врачи не всегда учитывают, что те оказывают оздоровляющее воздействие не только химическим, но и психотерапевтическим образом. Так не занятое, не используемое, врачами «психологическое поле» в человеке успешно эксплуатируется представителями альтернативной медицины.
Отход от системного, целостного и личностного понимания больного частью врачей, «односторонняя ориентация лишь на его соматику, некий культ лабораторно-инструментальных методов исследования», использование не всегда целесообразных диагностических и лечебных технологий, создают благоприятные условия для распространения и процветания «оккультной медицины», знахарства, внешне ориентированных на личностный подход к больному, на его внутренний психоэмоциональный мир. Преодоление односторонне биологизированной ориентации у части врачей, устранение элементов соматоцентризма — одно из условий, необходимых для усиления позиций медицины в борьбе с различными проявлениями «антимедицины».
Высказывалось предположение, что в будущем всё большее число людей будет становиться «альтернативными врачами» для самих себя, отказавшись от роли объекта врачевания. Располагая доступом к медицинской информации, включающей способы лечения, они возьмут ответственность за своё здоровье на себя, сами будут принимать решение о необходимых мерах и осуществлять (по крайней мере, в тех случаях, когда не требуется хирургическое вмешательство) «соответствующие врачебные действия».

## Комментарии
1. ↑  Гиппократ в трактате «О благоприличном поведении» отметил: «Ведь врач-философ равен богу. Да и немного, в самом деле, различия между мудростью и медициной, и всё, что ищется для мудрости, всё это есть и в медицине, а именно: презрение к деньгам, совестливость, скромность, простота в одежде, уважение, суждение, решительность, опрятность, изобилие мыслей, знание всего того, что полезно и необходимо для жизни, отвращение к пороку, отрицание суеверного страха перед богами, божественное превосходство».
2. ↑  Эдмунд Пеллегрино назвал медицину самой гуманитарной из естественных наук и самой научной из гуманитарных наук.[2]
3. ↑  Иногда к врачам обращаются с вопросами, не связанными с болезнью. Врач, который предписывает контрацептивы или выполняет аборт, имеет дело не с больными.[10]
4. ↑  Следуя канонам традиции, древние врачеватели усматривали причину болезни пациента в «авидьи» — незнании, заблуждении человека, в его душевно-духовной ущербности, которая материализовывалась в болезнях тела[12].
5. ↑  По поводу относительности концепции здоровья для разных культур приводились, в частности, такие примеры: один из самых распространённых недугов, эпилепсия, в Древней Греции не считался болезнью; аналогично рассматривают отдельные разновидности спирохетозов некоторые племена современных южноамериканских индейцев.[13]
6. ↑  В трудах И. В. Давыдовского мысль о необходимости философского осмысления фундаментальных проблем общей патологии является одной из ключевых. Его идеи до настоящего времени сохраняют своё значение в качестве отправной точки диалога философии и медицины.[15]
7. ↑  В преамбуле устава ВОЗ записано: «Здоровье — это состояние полного физического, духовного и социального благополучия, а не только отсутствие болезней и физических дефектов».[17]
8. ↑  По мнению С. А. Нижникова, единая теория здоровья невозможна без интеграции мировоззренческих концепций, без поиска общности в таких, казалось бы, альтернативных мировоззренческих системах, как христианство, буддизм, индуизм и даосизм. Он полагает, что без формирования цельного мировоззрения, синтезирующего все духовные достижения человечества, разработать общую теорию здоровья невозможно.[19]
9. ↑  Как мировоззренческая позиция, холизм, как правило, разделялся мыслителями идеалистического направления. Платон в учении об идеях, воплощённых в конкретных преходящих вещах, и концепции государства, которому как целому должны быть подчинены интересы отдельных людей, стоял на позициях холизма.[22]
10. ↑  Книга выдержала пять изданий и является в США стандартным учебником по медицинской этике[31].
11. ↑  «В условиях узкой специализации ответственность врачей перед больным как бы расчленяется и распределяется между массой специалистов, обслуживающих больного. При этом могут возникнуть ситуации, когда персональная нравственно-этическая ответственность врача перед больным обезличивается и принижается».[46]
12. ↑  В. Ф. Войно-Ясенецкий писал: «Приступая к операции, надо иметь в виду не только брюшную полость и тот интерес, который она может представить, а всего больного человека, который, к сожалению, так часто у врачей именуется "случаем". Человек в смертельной тоске и страхе, сердце у него трепещет не только в прямом, но
и в переносном смысле».[47]
13. ↑  «Многие псевдомедицинские, знахарские и подобные воззрения по-прежнему опираются на религию. Что такое болезнь, каковы причины её возникновения, что такое жизнь, здоровье и смерть человека — вот далеко не полный перечень вопросов,
вокруг которых не прекращается борьба науки и религии, разума и
мистики»[54].
14. ↑  Философия вооружает современного врача «методологией рациональных подходов к изучению человека, его здоровья и болезней. Философская культура позволяет преодолеть мировоззренческую односторонность в подходе к изучаемым медицинским проблемам в условиях сложившейся узкой специализации врачебной деятельности».[59]